# وریس کریک
وریس کریک (به انگلیسی: Werris Creek) یک شهرک در استرالیا است که در نیو ساوت ولز واقع شده‌است.